# Scission (entreprise)
 (avril 2007).
Une scission est l'opération de réorganisation d'une entreprise qui consiste à la fractionner, généralement en plusieurs nouvelles entreprises. Il s'agit principalement d'une technique de désinvestissement dans laquelle une ou plusieurs filiales d’une entreprise cotée sur le marché boursier sont séparées de l’entreprise mère pour devenir une entité indépendante qui sera par la suite elle-même cotée sur le marché boursier bien qu’elle appartienne, au moins au début, aux actionnaires de l'entreprise d’origine.
Les différentes parts issues de la scission ne vont pas nécessairement constituer des sociétés nouvelles indépendantes, mais peuvent également être agrégées à une société préexistante. On est alors dans le cadre d’une fusion-scission. Du fait de cette limite parfois floue entre les fusions et les scissions, et du nombre plus important des premières, le régime juridique et fiscal des scissions a été calqué sur celui des fusions.
Depuis la fin des années 1990 on observe une augmentation du nombre de scissions[réf. nécessaire]. Deux exemples : En 1997, Pepsi-Cola (États-Unis) séparait ses activités de restauration rapide de ses activités de vente de boissons sans alcool. En 2001, Eridania Beghin Say (France) disparaissait pour laisser place à quatre sociétés distinctes : Beghin-Say (sucre), Cerestar (amidon), Cereol (huile) et Provimi (alimentation animale).

## Motivations des scissions

### Se concentrer sur son «cœur de métier»
Depuis la fin des années 1960, la doctrine financière a remis en cause l’intérêt économique de grands conglomérats, privilégiant le recentrage des différentes sociétés autour de leur « cœur de métier ». On peut notamment penser aux conclusions tirées du Capital Asset Pricing Model, dont le fondateur William Sharpe a reçu le « Prix Nobel » d'économie en 1990.
La remise en cause des mérites de la diversification des sociétés est fondée sur deux éléments :
- L’investisseur ne valorise pas la diminution du risque due à cette diversification, car il peut lui-même réaliser cette opération sans coût en composant son portefeuille de titres de sociétés de divers secteurs économiques.
- Les conglomérats sont souvent économiquement moins efficaces, du fait des coûts centraux de fonctionnement et à la mauvaise allocation des ressources entre les différentes activités. Des divisions peu rentables sont conservées et financées aux dépens des meilleures divisions, qui sont donc freinées dans leur développement.

De ce fait, les groupes diversifiés sont parfois moins bien valorisés que ne le seraient la somme des diverses branches qui les composent, si elles étaient indépendantes. Dans ce cas, il peut être intéressant de procéder à une scission de l’entreprise.

### L’influence de la loi de finance de 1995
Le faible nombre de scissions en France avant 1995 peut aussi s’expliquer par un obstacle fiscal.
Avant d’effectuer une scission, il faut réévaluer l’ensemble de l’actif et du passif de la société, le but étant de réallouer ceux-ci sur la base de leur valeur réelle. On appelle les sociétés recevant ses apports « sociétés bénéficiaires », qu’elles soient ou non créées pour l’occasion.
Avant la loi de finance de 1995, les scissions ne bénéficiaient pas automatiquement du régime des fusions. Il fallait demander à chaque fusion un agrément administratif, qui était dans les faits accordé peu souvent. La réévaluation d’actifs tombait alors sous le coup de l’impôt sur les sociétés, dont le taux élevé était dissuasif.
Enfin on peut souligner que la commission européenne est en faveur de la division de grands conglomérats, pour éviter que ceux-ci n’abusent de leur taille importante pour distordre la concurrence. Le commissaire à la concurrence Neelie Kroes s’est ainsi prononcé en faveur des scissions de tous les grands groupes d’énergie en Europe, afin de séparer les activités de production et de distribution.

## Techniques
On peut distinguer deux formes d’opérations de scissions, selon que l’opération une fois décidée s’impose à tous les actionnaires ou reste un choix. La scission peut être réalisée de plusieurs façons. Ainsi, dans un « Split-up », la maison mère est dissoute. On remet aux actionnaires des actions des différentes filiales.
Après la fin de la transaction les actionnaires de la société mère possèdent deux actions : les actions de la société détachée et les actions de la société mère. La distribution des actions de la nouvelle entité se fait au prorata des actions existantes de la société mère.
Le spin-off est assimilé à une distribution d’actions : l’actionnariat reste identique après l’opération (et avant l’introduction en bourse) et le nombre d’actions en circulation de la société mère reste le même.
À la différence d’autres techniques de désinvestissement le spin-off n’implique pas de paiement sous forme de liquidité et d’augmentation de capital, et se fait donc sans aucun élément de financement externe. On parle aussi d'une opération de spin-off dans le cadre des fusions-acquisitions : l'entreprise a une dette en dividendes envers ses actionnaires. Plutôt que de les payer en liquide, elle leur verse des titres.

### Scissionsviaune offre publique de rachat
On appelle « Split-off » (ou scission-échange) une scission effectuée via une Offre publique de rachat d'actions lors de laquelle les actionnaires sont payés en parts de filiales et pas en cash.
On propose aux actionnaires qui le souhaitent d’échanger des actions de la maison mère contre des actions d’une de ses filiales. Les actions de la maison mère qui sont apportées par cette opération sont ensuite détruites.
Si l’opération emporte un grand succès, on se retrouve dans le même cas que pour un « demerger ». Dans le cas contraire, la société mère continue d’exister parallèlement à ses filiales désormais indépendantes.
On doit également souligner qu’il existe aussi des scissions partielles, au cours desquelles la maison mère se sépare d’une partie de ses activités sans pour autant disparaître. Cette forme de scission a été reconnue très récemment par l’Union européenne. En février 2005, sur proposition de la commission, le conseil des ministres des finances de l’UE a modifié la directive 99/434/CEE, pour l’étendre « à un nouveau type d’opération, connue sous le nom de "scission partielle" (…), par laquelle une société existante transfère au moins un de ses secteurs d’activité à une société sœur existante ou nouvellement créée ».

## Régime fiscal et juridique
Comme il a été souligné dans l’introduction, la scission est traitée légalement par référence à la fusion. L’article L.236-16 du Code de commerce énumère les règles de la fusion applicables à la scission. Quelques dispositions spécifiques viennent compléter cet article (articles L.236-17 à 236-21)

### Le vote de la scission
Les actionnaires de la société scindée doivent voter la scission en assemblée générale extraordinaire, sur la base d’un projet de scission et d’un rapport d’un commissaire à la scission. Le schéma selon lequel s’effectuera la scission (voir partie 2) est défini par le projet de scission. C’est également l’assemblée de la société scindée qui adopte les statuts des sociétés bénéficiaires, si elles sont créées à l’occasion de la scission. Cela découle du fait que les actionnaires de la société scindée sont appelés à devenir actionnaires des nouvelles sociétés (Art L.236-16 et L.236-17).
Dans le cas, plutôt rare en pratique, où les sociétés bénéficiaires préexistent à la scission, leur assemblée générale extraordinaire doit également voter le projet de scission.

### Les conditions nécessaires à l’obtention du régime de neutralité fiscale des opérations de restructurations
Pour éviter l’imposition des plus-values latentes, la scission doit respecter plusieurs conditions :
- Les titres des sociétés créées pendant la scission doivent être répartis au prorata des droits du capital de la société scindée.
- Les actionnaires qui possèdent plus de 5 % des droits de vote de la société scindée doivent s’engager à garder pendant au moins 3 ans leurs titres. De plus les associés soumis à cet engagement doivent constituer au moins 20 % du capital de la société initiale.

Cette dernière condition est souvent difficile à remplir, du fait du large émiettement du capital des sociétés cotées. Le ministère des finances a donc décidé le 10 février 2006 d’assouplir cette condition en cas de scissions partielles, à partir du 1er janvier 2007.

### Le sort des créanciers
Les sociétés bénéficiaires sont débitrices solidaires des créanciers de la société scindée, sans qu’il y ait de novation. Le projet de fusion peut prévoir une autre répartition des créances. Néanmoins les créanciers peuvent dans ce cas s’opposer à la scission. Ils ont alors 30 jours pour saisir le juge. Celui-ci peut ordonner le remboursement immédiat des créanciers, ordonner la création de garanties supplémentaires… (Art L.236-20 et art L.236-21)
Le projet de scission est également soumis aux assemblées d'obligataires de la société scindée, à moins que le remboursement des titres sur simple demande de leur part ne leur soit offert. (Art L.236-18).et sous les effets prévus aux alinéas deuxième et suivants de l'article L. 236-14.

## Dans le monde de la recherche et universitaire

### Enjeux
À la fin du XXe siècle, alors qu'avec le développement de la mondialisation, de l'Internet et du Web 2.0 la connaissance tend à devenir une nouvelle matière première, ressource centrale pour l'activité économique et le développement de la société de la connaissance et de nouvelles formes de l'économie, de nombreuses universités privées, mais aussi publiques ont cherché - au-delà du simple dépôt de brevet -  à « valoriser » la science et la Recherche en commercialisant la connaissances scientifiques et les technologiques produites dans les laboratoires et établissements de recherche publics.

Les spin-offs universitaires sont alors à la fois un mode de management de l'innovation et un mode de transfert de compétence (savoir et savoir-faire) et/ou un transfert de technologies, du secteur public vers le secteur privé et le Marché (dans les cas des universités publiques). Ces transferts soulèvent des questions techniques, juridiques, éthiques, financières et de droit de propriété intellectuelle complexes pour les financeurs des universités et pour les autorités publiques et universitaires.

### Avantages / inconvénients
Un avantage pour l'université ou la grande école est de voir certaines activités coûteuses de recherche ou de développement s'externaliser et/ou s'auto-financer, mais avec comme inconvénient le risque de perdre des compétences et des chercheurs ou des enseignants-chercheurs. Elles perdent parfois ensuite l'accès à la connaissance qu'elles ont contribué, souvent grâce à des financements publics à produire (quand par exemple des clauses de confidentialité sont imposés aux étudiants ou thésards travaillant pour les entreprises issues des spin-off) ou elles doivent financer cet accès. Pour Christensen (1997), le spin-off serait aussi l'un des moyens d'éviter de « dilemme de l'innovateur » (qui peut dans les grandes entreprises faire manquer les innovations de rupture et provoquer leur faillite).

### Tendances
Beaucoup d'universités ont encouragé la création de spin-off à partir de leurs labos et unités de recherche, souvent avec le soutien des administrations, du tissu économique local et régional qui voyait là un moyen de soutenir la croissance économique régionale et parfois avec le soutien de banques et sociétés de capital-risque pressentant ou espérant d'intéressants bénéfices financiers ou d'image.
Pour ces transferts de connaissance et de technologies, deux tendances et modèles philosophiques semblent coexister dans les années 1990 et 2000 (avec leurs avantages et inconvénients respectifs et avec de nombreuses formes intermédiaires possibles) : 
- une tendance dominante, à l’œuvre depuis la révolution industrielle, se voulant pragmatique, entrepreneuriale et économiquement efficace et rationnelle cherche à établir et valoriser financièrement la propriété intellectuelle de l'innovation. Elle s'appuie sur le marché des technologies brevetées[5] et vise à privatiser et vendre la connaissance universitaire via les outils économiques classiques (le brevetage et l'achat ou session de licences notamment, mais la mise en œuvre de ces outils a aussi un coût et dans un monde de plus en plus rapidement mouvant, ils semblent pouvoir parfois freiner ou étouffer l'innovation et la valorisation de la Recherche) ;
- une autre tendance, dont certaines racines pourraient être trouvées dans l'esprit « universel » des lumières, se voulant plus altruiste et holistique considère la connaissance et les savoir-faire comme des biens publics. Cette tendance s'inscrit dans une vision de l'économie plus « servicielle »[6], donne plus de place aux utilisateurs[7] et a comme moteur d'autres formes d'efficacité qui consistent au contraire de la précédente à rendre le contenu de la recherche et de l'innovation le plus rapidement et largement accessible à tous, y compris aux pays émergents (éventuellement dans le cadre d'une coopération décentralisée) en publiant gratuitement et en open source[8] et/ou en open data tout ou partie des contenus de recherches sur l'Internet, ce qui pourrait être considéré comme une forme nouvelle de spin-off, virtuelle et dématérialisée sur l'Internet, plus adapté à l'amélioration continue, à l'innovation souple, rapide et « discontinue »[9]. Cette tendance s'appuie aussi parfois plus "matériellement" sur des FabLabs et autres laboratoires d'innovation ouverte[10]. Le retour sur investissement vient alors d'une amélioration continue plus rapide et bénéficiant d'une autre forme d'efficacité, plus collaborative et de ce que les "innovateurs" sont plus facilement et rapidement détecté par les investisseurs. 
Selon Chesbrough (2003), dans le contexte d'une mondialisation de plus en plus médiée par l'Internet, les stratégies d'innovation ouverte deviennent impérieuses et sont les nouvelles clé du succès pour les entreprises[11]. Jeremy Rifkin y voit même les bases d'une « troisième révolution industrielle ».

### Modalités
Dans de nombreux pays, des programmes et formations dédiées ont été mis en place, avec parfois un système de ruche d'entreprises afin que le bourgeonnement et la séparation se fasse dans des conditions claires et légales.

### Limites
Le spin-off n'est possible que dans le domaine des sciences appliquées ou quand un savoir est économiquement valorisable. Il prend alors souvent la forme d'une création de « start-ups »  qui met au point des pilotes ou prototypes qu'elle cherche ensuite à vendre à des entreprises qui l'incorporent alors à leurs produits ou services et la commercialisent en versant une rente aux détenteurs des brevets ou licences.